# Elecciones presidenciales de Egipto de 1981
Las elecciones presidenciales de Egipto de 1981 fueron un referéndum celebrado el 13 de octubre para respaldar o rechazar la candidatura de Hosni Mubarak, para reemplazar a Anwar el Sadat tras su asesinato tan solo una semana atrás. Durante el referéndum el presidente del Parlamento, Sufi Abu Taleb, ejerció interinamente la presidencia. A pesar de que de jure el país había retornado al sistema multipartidista en 1979, el Partido Nacional Democrático dominaba el parlamento y, por lo tanto, Mubarak fue elegido con el 98.5% de los votos sin oposición. La participación electoral fue del 81.1%.

## Antecedentes
Según el sistema electoral egipcio, el parlamento elegía al jefe de Estado y este era aprobado o rechazado por referéndum popular. Hasta 1979, Egipto había sido un estado unipartidista dominado por la Unión Árabe Socialista, por lo que los presidentes habían sido elegidos unánimemente. Tras la reincorporación del multipartidismo al país ese mismo año, después de un referéndum impulsado por el presidente Anwar el Sadat, sin embargo, la situación no cambió demasiado, debido a que el Partido Nacional Democrático obtuvo mayoría absoluta en las elecciones legislativas.
El 6 de octubre de 1981, Anwar el Sadat fue asesinado durante un desfile militar. Mubarak, su vicepresidente que se encontraba junto a él al momento del atentado, fue herido en una mano y debió guardar reposo. Por lo tanto, Sufi Abu Taleb, Presidente del Parlamento, asumió la jefatura de estado. El parlamento, sin embargo, lo consideró un candidato débil y propuso a Mubarak. El asesinato de Sadat provocó la reactivación del estado de emergencia que el presidente había levantado tan solo dieciocho meses antes de su asesinato, en 1980, y que se encontraba vigente desde 1967, tras la Guerra de los Seis Días. Las libertades políticas se encontraban suprimidas y eso favoreció claramente la victoria de Mubarak. El estado de emergencia no sería levantado hasta poco antes del derrocamiento de Mubarak, en 2011.

## Resultados
| Elección                           | Votos      | %    |
| ---------------------------------- | ---------- | ---- |
| A favor                            | 9,567,904  | 98.5 |
| En contra                          | 149,650    | 1.5  |
| Votos en blanco/inválidos          | 37,212     | –    |
| Total                              | 9,754,766  | 100  |
| Votantes registrados/participación | 12,038,462 | 81.1 |
| Fuente: Nohlen et al.              |            |      |